# 金點擬雀鯛
金點擬雀鯛，為鱸形目鱸亞目擬雀鯛科的其中一種，為熱帶海水魚，分布於印度洋葉門索科特拉島西南部海域，深度3-11公尺，本魚體延長，背鰭硬棘3枚、背鰭軟條28-31枚、臀鰭硬棘3枚、臀鰭軟條18-19枚，體長可達5.6公分，棲息在岩石底質的水域，有時出現在潮池，生活習性不明。

## 擴展閱讀
維基物種上的相關：金點擬雀鯛